# Sástago
Sástago ist eine spanische Gemeinde in der Provinz Saragossa der Autonomen Region Aragonien. Sie liegt in der Comarca Ribera Baja del Ebro am Ebro.

## Geschichte
An dem schon in der Zeit der Iberer besiedelten Ort entstanden ein maurisches Kastell. König Alfonso el Batallador gelang 1133 die Eroberung und der Ort kam unter die Herrschaft der 1511 in den Grafenstand erhobenen Familie Alagon, die sich später nach dem Ort nannte und zu den hervorragenden Familien in Aragonien gehörte. Mit dem Kloster Rueda bestanden anhaltende Gebietsstreitigkeiten. Die moriskische Bevölkerung wurde im 17. Jahrhundert vertrieben. Der Ort war durch seine Messerproduktion bekannt.

## Bevölkerungsentwicklung
| 1991 |  | 1996 |  | 2001 |  | 2004 |
| ---- |  | ---- |  | ---- |  | ---- |
| 1674 |  | 1510 |  | 1389 |  | 1307 |

## Sehenswürdigkeiten

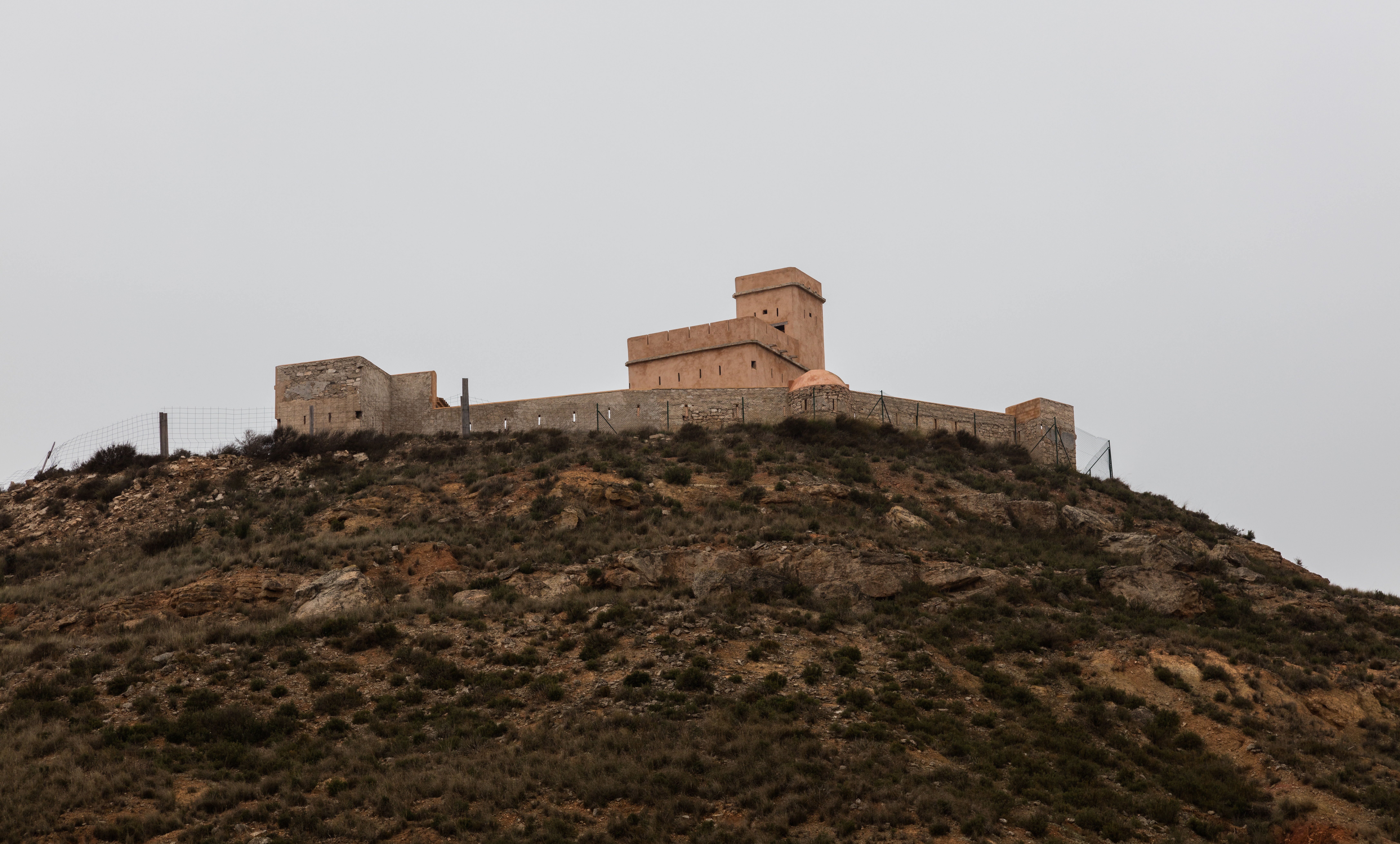
Festung von Sástago

- Kloster Rueda rund sechs Kilometer ebroabwärts gegenüber von Escatrón
- Signalturm aus der Zeit der Karlistenkriege oberhalb des Nordufers des Ebro
- Festung von Sástago, gebaut in 1875[4]